# Isla Lobos, Sonora
Isla Lobos är en ö i Mexiko. Den ligger i delstaten Sonora, i den västra delen av landet. Isla Lobos tillhör kommunen San Ignacio Río Muerto.